# Bazauges
Bazauges är en kommun i departementet Charente-Maritime i regionen Nouvelle-Aquitaine i västra Frankrike. Kommunen ligger i kantonen Matha som ligger i arrondissementet Saint-Jean-d'Angély. År 2022 hade Bazauges 104 invånare.

## Befolkningsutveckling
Antalet invånare i kommunen Bazauges
Referens:INSEE